# Kabinett Piñera I
Mit dem Begriff Kabinett Piñera I wird die vom 11. März 2010, dem Tag ihrer Vereidigung, bis zum 11. März 2014 unter Präsident Sebastián Piñera amtierende chilenische Regierung, bestehend aus Mitgliedern der RN, der UDI sowie Unabhängigen, bezeichnet. Vorgängerin sowie Nachfolgerin Piñeras im Amt als Staatsoberhaupt Chiles war Michelle Bachelet.

## Minister
| Ressort bzw. Amt                                                             | Amtsinhaber           | Amtsinhaber                                                | Partei     |
| ---------------------------------------------------------------------------- | --------------------- | ---------------------------------------------------------- | ---------- |
| Präsident                                                                    | Sebastián Piñera      | Sebastián Piñera                                           | RN         |
| Ministerium des Inneren                                                      | Rodrigo Hinzpeter     | Rodrigo Hinzpeter Bis 5. November 2012                     | RN         |
| Ministerium des Inneren                                                      |                       | Andrés Chadwick Ab 5. November 2012                        | UDI        |
| Außenministerium                                                             | Alfredo Moreno        | Alfredo Moreno                                             | unabhängig |
| Verteidigungsministerium                                                     | Jaime Ravinet         | Jaime Ravinet Bis 13. Januar 2011                          | unabhängig |
| Verteidigungsministerium                                                     |                       | Andrés Allamand Ab 16. Januar 2011 bis 5. November 2012    | RN         |
| Verteidigungsministerium                                                     |                       | Rodrigo Hinzpeter Ab 5. November 2012                      | RN         |
| Finanzministerium                                                            | Felipe Larraín        | Felipe Larraín                                             | unabhängig |
| Präsidialamt                                                                 | Felipe Larraín        | Cristián Larroulet                                         | unabhängig |
| Regierungsamt                                                                | Ena von Baer          | Ena von Baer Bis 18. Juli 2011                             | UDI        |
| Regierungsamt                                                                |                       | Andrés Chadwick Ab 18. Juli 2011 bis 5. November 2012      | UDI        |
| Regierungsamt                                                                |                       | Cecilia Pérez Jara Ab 5. November 2012                     | RN         |
| Wirtschaftsministerium                                                       | Felipe Larraín        | Juan Andrés Fontaine Bis 18. Juli 2011                     | unabhängig |
| Wirtschaftsministerium                                                       |                       | Pablo Longueira Ab 18. Juli 2011 bis 29. April 2013        | UDI        |
| Wirtschaftsministerium                                                       |                       | Félix de Vicente Ab 7. Mai 2013                            | UDI        |
| Planungsministerium Ab 13. Oktober 2011: Ministerium für soziale Entwicklung | Felipe Kast           | Felipe Kast Bis 18. Juli 2011                              | EVOP       |
| Planungsministerium Ab 13. Oktober 2011: Ministerium für soziale Entwicklung |                       | Joaquín Lavín Ab 18. Juli 2011 bis 6. Juni 2013            | UDI        |
| Planungsministerium Ab 13. Oktober 2011: Ministerium für soziale Entwicklung |                       | Bruno Baranda Ab 9. Juni 2013                              | RN         |
| Bildungsministerium                                                          | Joaquín Lavín         | Joaquín Lavín Bis 18. Juli 2011                            | UDI        |
| Bildungsministerium                                                          |                       | Felipe Bulnes Ab 18. Juli bis 29. Dezember 2011            | RN         |
| Bildungsministerium                                                          |                       | Harald Beyer Ab 29. Dezember 2011 bis 4. April 2013        | unabhängig |
| Bildungsministerium                                                          |                       | Carolina Schmidt Ab 22. April 2013                         | unabhängig |
| Justizministerium                                                            | Felipe Bulnes         | Felipe Bulnes Bis 18. Juli 2011                            | RN         |
| Justizministerium                                                            |                       | Teodoro Ribera Ab 18. Juli 2011 bis 17. Dezember 2012      | RN         |
| Justizministerium                                                            |                       | Patricia Pérez Goldberg Ab 17. Dezember 2012               | unabhängig |
| Ministerium für Arbeit                                                       | Camila Merino         | Camila Merino Bis 14. Januar 2011                          | EVOP       |
| Ministerium für Arbeit                                                       |                       | Evelyn Matthei Ab 16. Januar 2011 bis 22. Juli 2013        | UDI        |
| Ministerium für Arbeit                                                       |                       | Juan Carlos Jobet Ab 24. Juli 2013                         | RN         |
| Ministerium für öffentliche Bauten                                           | Hernán de Solminihac  | Hernán de Solminihac Bis 18. Juli 2011                     | unabhängig |
| Ministerium für öffentliche Bauten                                           |                       | Laurence Golborne Ab 18. Juli 2011 bis 5. November 2012    | unabhängig |
| Ministerium für öffentliche Bauten                                           |                       | Loreto Silva Ab 5. November 2012                           | unabhängig |
| Gesundheitsministerium                                                       | Jaime Mañalich        | Jaime Mañalich                                             | unabhängig |
| Ministerium für Wohnungsbau und Stadtentwicklung                             | Magdalena Matte       | Magdalena Matte Bis 19. April 2011                         | UDI        |
| Ministerium für Wohnungsbau und Stadtentwicklung                             |                       | Rodrigo Pérez Mackenna Ab 19. April 2011                   | UDI        |
| Landwirtschaftsministerium                                                   | José Antonio Galilea  | José Antonio Galilea Bis 29. Dezember 2011                 | RN         |
| Landwirtschaftsministerium                                                   |                       | Luis Mayol Ab 29. Dezember 2011                            | RN         |
| Ministerium für Bergbau                                                      | Laurence Golborne     | Laurence Golborne Bis 18. Juli 2011                        | unabhängig |
| Ministerium für Bergbau                                                      |                       | Hernán de Solminihać Ab 18. Juli 2011                      | unabhängig |
| Ministerium für Verkehr und Telekommunikation                                | Felipe Morandé        | Felipe Morandé Bis 14. Januar 2011                         | EVOP       |
| Ministerium für Verkehr und Telekommunikation                                |                       | Pedro Pablo Errázuriz Ab 16. Januar 2011                   | EVOP       |
| Ministerium für öffentliche Güter                                            | Catalina Parot        | Catalina Parot Bis 5. November 2012                        | RN         |
| Ministerium für öffentliche Güter                                            |                       | Rodrigo Pérez Mackenna Ab 5. November 2012                 | UDI        |
| Ministerium für Energie                                                      | Ricardo Raineri       | Ricardo Raineri Bis 14. Januar 2011                        | unabhängig |
| Ministerium für Energie                                                      |                       | Laurence Golborne Ab 16. Januar bis 18. Juli 2011          | unabhängig |
| Ministerium für Energie                                                      |                       | Fernando Echeverría Ab 18. bis 21. Juli 2011               | RN         |
| Ministerium für Energie                                                      |                       | Rodrigo Álvarez Zenteno Ab 22. Juli 2011 bis 27. März 2012 | UDI        |
| Ministerium für Energie                                                      |                       | Jorge Bunster Ab 3. April 2012                             | unabhängig |
| Umweltbehörde                                                                | María Ignacia Benítez | María Ignacia Benítez                                      | UDI        |
| Nationale Behörde für Frauen                                                 | Carolina Schmidt      | Carolina Schmidt Bis 22. April 2013                        | unabhängig |
| Nationale Behörde für Frauen                                                 |                       | Loreto Seguel Ab 22. April 2013                            | UDI        |
| Kulturministerium                                                            | Luciano Cruz-Coke     | Luciano Cruz-Coke Bis 6. Juni 2013                         | EVOP       |
| Kulturministerium                                                            |                       | Roberto Ampuero Ab 9. Juni 2013                            | EVOP       |
| Ministerium für Sport                                                        | Gabriel Ruiz-Tagle    | Gabriel Ruiz-Tagle Ab 14. November 2013                    | UDI        |